# Resolutie 2063 Veiligheidsraad Verenigde Naties
Resolutie 2063 van de Veiligheidsraad van de Verenigde Naties werd op 31 juli 2012 door de VN-Veiligheidsraad unaniem aangenomen.
De resolutie verlengde de VN-vredesoperatie in de Soedanese regio Darfur wederom met een jaar, zal de missie in de komende 12-18 maanden verkleinen en zal de focus verleggen naar hoge-risicogebieden.
Veertien leden van de Raad stemden voor; Azerbeidzjan onthield zich omdat de resolutie niet overeen zou stemmen met de reële situatie en onvolledig zou zijn.

## Achtergrond
Al in de jaren 1950 was het zwarte zuiden van Soedan in opstand gekomen tegen het overheersende Arabische noorden. De vondst van aardolie in het zuiden maakte het conflict er enkel maar moeilijker op. In 2002 kwam er een staakt-het-vuren en werden afspraken gemaakt over de verdeling van de olie-inkomsten. Verschillende rebellengroepen waren hiermee niet tevreden en in 2003 ontstond het conflict in Darfur tussen deze rebellen en de door de regering gesteunde janjaweed-milities. Die laatsten gingen over tot etnische zuiveringen en in de volgende jaren werden in Darfur grove mensenrechtenschendingen gepleegd waardoor miljoenen mensen op de vlucht sloegen.

## Inhoud

### Waarnemingen
Er kon geen vrede zijn zonder gerechtigheid, en aan het beëindigen van de straffeloosheid werd veel belang gehecht.
De speciale aanklager die door Soedan voor Darfur was aangesteld had maar weinig vooruitgang geboekt, en was recent vervangen.
Er was nu het Doha-document voor Vrede in Darfur, al wilden sommige gewapende groepen er niet aan meewerken.
Er werd sterk op aangedrongen dat ze dit alsnog zouden doen; hun pogingen om de Soedanese overheid omver te werpen werden veroordeeld.
In delen van Darfur was het geweld de voorbije maanden weer opgeflakkerd.
Gevechten tussen regeringstroepen en rebellen en aanvallen op hulpverleners en vredeshandhavers bedreigden de bevolking.
Wel was men hoopvol over de vrijwillige terugkeer van vluchtelingen.
Doch kwamen er ook nieuwe vluchtelingen bij en waren nog steeds zo'n twee miljoen mensen op de vlucht.

### Handelingen
Het mandaat van de UNAMID-vredesmacht werd met twaalf maanden verlengd, tot 31 juli 2013.
De missie werd ook gericht op de meest bedreigde delen van Darfur en daartoe ingekrompen over een periode van twaalf tot achttien maanden:
- Militaire component: van 19.555 naar 16.200 manschappen,
- Politiecomponent: van 3772 naar 2310 agenten en van 19 naar 17 eenheden van 140 agenten.

De prioriteiten waren het beschermen van de bevolking en hen verzekeren van hulpverlening.
Ook werd opnieuw gevraagd dat de missie een eigen radiolicentie zou krijgen teneinde vrijelijk te kunnen communiceren met alle betrokken partijen.
Op Soedan en de Bevrijdings- en Rechtvaardigheidsbeweging werd aangedrongen het Doha-document volledig uit te voeren door onder meer de regionale autoriteiten in Darfur en de speciale aanklager de mogelijkheid te geven hun mandaat uit te voeren.
Er werd ook geëist dat alle partijen zorgen voor een overeenkomst op basis van het Doha-document om stabiliteit en duurzame vrede tot stand te brengen in Darfur.

## Verwante resoluties
- Resolutie 2047 Veiligheidsraad Verenigde Naties
- Resolutie 2057 Veiligheidsraad Verenigde Naties
- Resolutie 2075 Veiligheidsraad Verenigde Naties
- Resolutie 2091 Veiligheidsraad Verenigde Naties (2013)

Lijst ·  2033 ·  2034 ·  2035 ·  2036 ·  2037 ·  2038 ·  2039 ·  2040 ·  2041 ·  2042 ·  2043 ·  2044 ·  2045 ·  2046 ·  2047 ·  2048 ·  2049 ·  2050 ·  2051 ·  2052 ·  2053 ·  2054 ·  2055 ·  2056 ·  2057 ·  2058 ·  2059 ·  2060 ·  2061 ·  2062 ·  2063 ·  2064 ·  2065 ·  2066 ·  2067 ·  2068 ·  2069 ·  2070 ·  2071 ·  2072 ·  2073 ·  2074 ·  2075 ·  2076 ·  2077 ·  2078 ·  2079 ·  2080 ·  2081 ·  2082 ·  2083 ·  2084 ·  2085